# Reverse Leveraged Buy-Out
 (janvier 2009).
Si vous disposez d'ouvrages ou d'articles de référence ou si vous connaissez des sites web de qualité traitant du thème abordé ici, merci de compléter l'article en donnant les références utiles à sa vérifiabilité et en les liant à la section « Notes et références ».
Un reverse leveraged buy-out ou reverse LBO (RLBO) est une société introduite en bourse à l'issue d'une opération de LBO. On parle de LBO inverse car le LBO passe très souvent par le retrait de la cote quand il vise une entreprise cotée en bourse. C'est un phénomène relativement récent, qui s'est développé en particulier en période de marché haussier ou ce mode de sortie de LBO est comparativement plus performant par rapport aux autres modes de sortie (nouveau LBO ou revente à un acteur industriel).
Les RLBO tendent à surperformer légèrement les performances du marché des entreprises introduites en bourse, sur le critère de la performance boursière. Cette surperformance, qui n'est cependant pas corroborée par toutes les études, serait due à plusieurs facteurs :
- Pour Mian et Rosenfeld (1993), elle tient à la forte activité de fusion-acquisition sur les RLBO ;
- Pour Cao et Lerner (2006), elle tient à la meilleure préparation des entreprises précédemment sous LBO aux problèmes de communication financière.

À l'inverse, d'autres études notent une meilleure performance opérationnelle mais des performances plus mitigées en termes de parcours boursier. Cela tiendrait à des problèmes d'agence, les fonds introduisant les entreprises étant mieux au courant des perspectives réelles de l'entreprise que les investisseurs.